# Cuttack (distrikt)
Cuttack är ett distrikt i Indien.   Det ligger i delstaten Odisha, i den östra delen av landet, 1 300 km sydost om huvudstaden New Delhi. Antalet invånare är 2 624 470. Arean är 3 932 kvadratkilometer. Cuttack gränsar till Angul.
Terrängen i Cuttack är huvudsakligen platt, men västerut är den kuperad.
Följande samhällen finns i Cuttack:
- Cuttack
- Sālepur
- Āthagarh
- Bānki